# A labdarúgás taktikája
A labdarúgás taktikáját alapvetően két tényező: a csapatszerkezet és az alkalmazott játékstílus határozzák meg.

## Csapatszerkezet (formáció)

### A csapatszerkezet változásai

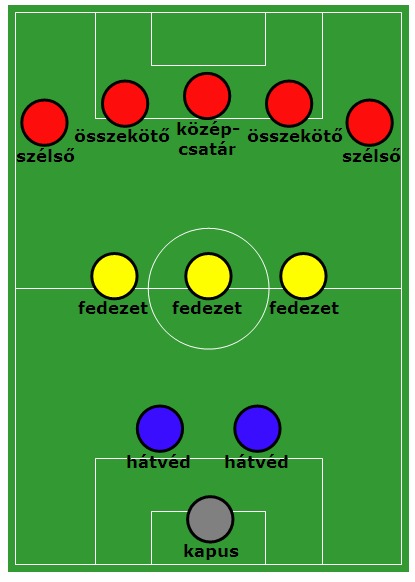
A kezdetleges felállás

A tíz mezőnyjátékost sokféleképpen lehet elhelyezni a pályán. A labdarúgás korai szakaszában a játék csupán a támadásra összpontosult, így volt az lehetséges, hogy a legtöbb csapat 1-2-7-es csapatfelállásban (egy védő, kettő középpályás és hét támadó) szerepelt (mint például a Royal Engineers 1872-ben).

### A ma alkalmazott formációk
A mai futballban általában legalább 3, maximum 5 védőt alkalmaznak, a csatárok száma is legfeljebb 3, így 3-5 játékos kerül középre. Ez a felállás természetesen a mérkőzés során is változhat, a mérkőzés-szituációk, és a vezetőedző kéréseinek függvényében.
A leggyakoribb formációk:
4-4-2

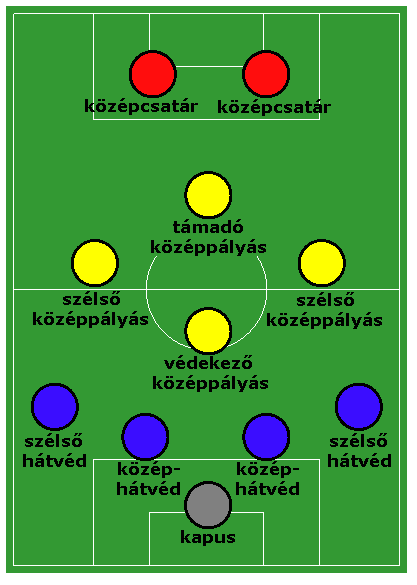
A 4-4-2-es gyémántalakzat

Ez esetben a védelemben két középső és két szélső hátvéd szerepel (ma már leginkább egy vonalban, "söprögető" nélkül). A középpályán két középső-, vagy védekező középpályás játszik, és a szélsők is kiveszik a részüket a védekezésből. A kontrajáték egyik gyakori formációja, hiszen stabil védelmet biztosít, ugyanakkor a középpályások gyorsan előrejuttathatják a labdát a két csatár valamelyikéhez. Stabil, megbízható felállás, kompakt középpályás blokkal rendelkezik, melyet, amennyiben az adott csapat megfelelően alkalmaz, az ellenfélnek nehéz átjátszani. Hátránya, hogy lényegében csak a két csatár támad aktívan, így alkalmazása csökkenti a gólszerzés esélyét. A két támadó általápan különböző szerepkörökben játszik, gyakori alkalmazási mód, hogy egy fizikailag erős, robusztus testalkatú csatár mellé egy fürge, gyakran visszalépegető játékos társul, aki jobban kiveszi a részét a támadásépítésből. A '90-es és 2000-es évek kedvelt formációja volt (főként az olasz futballban, pl. AC Milan), de ma is alkalmazzák.
Az egy előrébb tolt támadó középpályással kombinált változat az ún. "gyémánt-alakzat".
4-5-1
A 4-4-2-höz hasonló, erősen defenzív forma. Mivel csak egy csatárt alkalmaz, még inkább kontrajátékra alkalmas.
3-5-2
Elsősorban a '80-as években volt gyakori. Csupán három védő szerepel, de van még két védekező középpályás, és adott esetben a szélsők is visszazárnak. Ugyanakkor a támadó középpályás a két csatárral együttműködve hatékonyabban tud támadni. A három középső védő általában hasonló szerepet tölt be, és ritkán merészkednek előre. Az előttük játszó öt középpályás más-más szerepkörökkel rendelkezik, míg a középső középpályás általában a védekezésre szakosodott, és ütközéseket, illetve labdaszerzéseket kérnek tőle, jobbján és balján szereplő egy-egy társa már kreatívabb feladatokat kap, ők a támadás szervezésében gyakorta nagyobb részért felelnek, a két szélső középpályás pedig nem ritkán szélsőként funkcionál, feladatuk pedig a beadások és egy az egy elleni szituációk kialakítása a pálya oldalvonala menti területein.
4-3-3
Az AFC Ajax labdarúgócsapata tette híressé még a hetvenes években ezt a felállást, de ma is alkalmazzák (pl. FC Barcelona). Hátránya, hogy nincsenek igazi, ún. "vonalszélsők". Ezt pótolják azzal, hogy a két szélső hátvéd gyakran előremegy, így menet közben a szerkezet gyakran átalakul 2-5-3-á, ahol is az eredeti szélsők beljebb húzódva segíthetik a támadásokat. A három csatárt az ellenfél védőinek általában nehéz lekövetnie, sok mozgással megzavarhatják a hátvédeket. Ez a felállás általában olyan csapatok által kerül alkalmazásra, amely a hosszú indítások helyett a rövid passzokat preferálja. A két szélső védekezés közben gyakorta lép egy sorral visszább, hogy besegítsen a középpályás védekezésbe, de a presszingben is képesek segíteni.
4-2-3-1
Manapság a legelterjedtebb felállás. A 4-3-3-hoz hasonlóan a védőjátékosok törnek előrébb a hiányzó valódi szélsők helyére, a szélen játszók így középre húzódhatnak. A több középpályás miatt azonban "biztonságosabb" annál. Jellegzetessége a "tükörszélsők" ("inverted winger") alkalmazása. Ők a hagyományos szélsőkkel szemben nem annyira az oldalvonal mellett játszanak, hanem a kapu felé törnek egyrészt a támadásokat segíteni, másrészt gólt szerezni. Így a gyakorlatban gyakran 2-4-1-3-at, vagy 2-2-3-3-at láthatunk. Ezt a taktikát alkalmazza gyakran többek között a Real Madrid labdarúgócsapata is. Alapvetően azok a csapatok alkalmazzák, akik már a támadóharmadban le akarnak támadni, a középpályán azonban sokszor emberhátrányba kerülnek, főleg olyankor, amikor mind a négy első sorban szereplő játékos részt vesz a presszingben. A felállás főleg támadás közben előnyös, védekezésnél vagy átalakul egy 4-4-2-es, 4-5-1-es vagy 4-4-1-1-es alakzatra, vagy pedig magasra tolt védővonal segítségével annyira megpróbálják leszűkíteni a területet, hogy a középpályán a játékosok egymás között maximum 10-15 métert hagyjanak, ezáltal eltüntetni, vagy inkább minimalizálni az ellenfél számára akár meghatározóvá válható területeket.

## Játékstílus
A csapat által alkalmazott játékstílus sok tényezőtől függ, pl. a csapat személyi összetétele, az ellenfél, a pálya, a tét nagysága, stb., és akár a mérkőzés folyamán is változhat.

### Támadó jellegű játékmódok
Hagyományos támadójáték: elsősorban az egyéni kezdeményezőkészségre, a technikai tudásra, a kreativitásra épít. A középpályások és a csatárok elsődleges feladata gólhelyzetek kialakítása és értékesítése, a védekező munka kisebb szerepet kap. A csapattagok csak akkor passzolnak, ha ez a támadás szempontjából szükséges, és gyakran hosszú passzokat (indítások, felívelések, beívelések) alkalmaznak. Gyengébb ellenféllel szemben hatékony lehet, ugyanakkor kevésbé biztonságos. Hátrányos helyzetből, illetve gólszerzés kényszer esetén is többnyire ezt alkalmazzák. Ez jellemzi pl. az FC Bayern München játékát.
Kapcsolódó formáció leginkább a 3-4-3, a 4-3-3, a 3-5-2, jelenleg főként a 4-2-3-1.
Egészpályás letámadás: az aktív labdaszerzés már az ellenfél térfelén megtörténik, onnan pedig rövid ellentámadások indulnak. A cél, hogy az ellenfél minél kevesebb támadást indíthasson. Nagyon hatékony, viszont egyrészt igen kimerítő, másrészt több poszton is bevethető ("all around"-típusú), technikás játékosokat igényel, ezért ma már ritkán alkalmazzák.
A holland AFC Ajax jellemző stílusa volt a hetvenes évek elején, a 4-3-3-as felállást alkalmazva.

### Védekező jellegű játékmódok
Ellentámadásokon alapuló ("kontra") játék: a csapat alapvetően a védelemre rendezkedik be. A játékosok nagy része (beleértve a szélsőket és a védekező középpályásokat is) a mérkőzés nagy része folyamán saját térfelén tartózkodik. Labdaszerzés esetén a csatárok, a támadó középpályás(ok), illetve adott esetben a szélsők hirtelen ritmusváltással az ellenfél kapuja felé törnek. Mivel az ellenfél középpályásainak nagy része még többnyire az ő térfelükön van, gyakran csak a védőkkel kell szembenézniük, így könnyen létszámfölény alakulhat ki. Ezt kihasználva igyekeznek minél gyorsabban, hatékonyabban gólt szerezni. A kontrajáték alapja a jó kapus és védőjátékosok (labdaszerzés), valamint a gyors és pontos, egyben jól passzoló támadók (hatékony gólszerzés). Ezt a játékmódot gyakran alkalmazzák erősebb ellenféllel szemben, illetve amikor kevésbé van gólszerzési kényszer, fontosabb, hogy a kapott gól elkerülése (pl. megszerzett előny tartása, továbbjutás kiharcolása, stb.) Az ellentámadás (kontra) indulhat saját térfélről, de akár az ellenféléről is.
A kontrajátékhoz legmegfelelőbb formációk a 4-4-2, illetve a 4-5-1, esetleg a 4-2-3-1.
Kontrajáték letámadással kombinálva: ebben az esetben a védekező játékosok nem elsősorban saját területükre ("zóna"), vagy kijelölt ellenfelükre ("emberfogás"), hanem az éppen labdát birtokló ellenfélre ("labdás ember") összpontosítanak, és megpróbálják tőle elvenni a labdát ("letámadás"). A megszerzett labdával pedig indulhat az ellentámadás. Ez a stílus hatékonyabb labdaszerzési lehetőséget biztosít, így növeli az ellentámadások számát, viszont nagy fizikai igénybevételt követel, ezért viszonylag ritkán alkalmazzák.

### Rövidpasszos (kombinatív) játékmódok
Az előzőekkel ellentétben inkább a rövid passzokon van a hangsúly. A lényeg a csapatmunka, a játék alapja pedig a labdabirtoklás - részben az ellentámadások megakadályozása, részben pedig támadásindítás céljából. A labdát pontos passzokkal viszik egyre közelebb az ellenfél kapuja felé, majd a védelem hibáját kihasználva gyors ritmusváltással indítják a támadójátékost. Egyes esetekben a labdabirtoklás inkább a labda járatását jelenti (ezt a stílust nevezik gúnyosan "tiki-taka"-nak), máskor a játékosok rengeteget mozognak, és folyamatos helyváltoztatásokkal próbálják az ellenfelet megzavarni. Előnye, hogy a magas labdabirtoklási arány miatt a csapat uralni tudja a játékot, hátránya viszont, hogy egyrészt nagyfokú passzhatékonyságot igényel, másrészt a túlzottan statikus játék (illetve az ellenfél jó védőmunkája) csökkentheti a gólszerzés lehetőségét.
A mai rövidpasszos játék legjelentősebb képviselője az FC Barcelona, illetve a spanyol válogatott, de számos más együttes is ezt alkalmazza, leginkább 4-2-3-1 vagy 4-3-3-as formációban. Ilyenkor a felhúzódó szélsőhátvédek, illetve a beljebb húzódó szélsők, tükörszélsők is aktív részesei a kombinációknak.

### Egyéb játékstílusok
"Totális futball": az egészpályás letámadás és a rövidpasszos játék - lestaktikával kombinált - változata, melyet Rinus Michels vezetésével a hetvenes évek holland válogatottja fejlesztett ki.